# Manglaralto
Manglaralto ist eine Ortschaft und eine Parroquia rural („ländliches Kirchspiel“) im Kanton Santa Elena der ecuadorianischen Provinz Santa Elena. Die Parroquia besitzt eine Fläche von 426 km². Die Einwohnerzahl lag im Jahr 2010 bei 29.512. Die Parroquia wurde am 29. Mai 1861 gegründet. Das Gebiet umfasst die Orte Buenos Aires, Barcelona, San Pedro, Valdivia, Sitio Nuevo, Libertador Bolívar, San Antonio, Cadete, Río Chico, Pajiza, Dos Mangas, Montañita, Olón, Curía, San José, San Francisco, La Entrada und La Rinconada.

## Lage
Die Parroquia Manglaralto liegt an der Pazifikküste im Nordwesten der Provinz Santa Elena. Der Verwaltungssitz Manglaralto befindet sich 43 km nordnordöstlich der Provinzhauptstadt Santa Elena. Im Nordosten reicht das Gebiet bis zum Höhenzug Cordillera Chongón Colonche.
Die Parroquia Manglaralto grenzt im Norden und im Nordosten an die Provinz Manabí. Im Norden befinden sich die benachbarten Parroquias Salango und Puerto López (beide im Kanton Puerto López), im Nordosten und im Osten die Parroquias Julcuy und Pedro Pablo Gómez (beide im Kanton Jipijapa) sowie im Süden die Parroquia Colonche.